# Wurduj (district)
Wurduj est un district de la province de Badakhshan en Afghanistan. Sa population est estimée à 17 000 habitants.